# Џозеф Рафсон
Џозеф Рафсон (енгл. Joseph Raphson) је био енглески математичар најпознатији по Њутн-Рафсонов метод. Мало се зна о Рафсоновом животу – чак нису познате ни тачне године рођења и смрти, премда је математички историчар Флоријан Кајори дао приближне године 1648 — 1715. Рафсон је похађао Исусов колеџ на Кембриџу и дипломирао је 1692. године. Рафсон је постао члан Краљевског друштва 30. новембра 1689. године, пошто га је предложио Едмунд Халеј.
Рафсоново најбитније дело било је Analysis Aequationum Universalis, објављено 1690. године. Садржало је Њутн-Рафсонов метод за апроксимацију корена једначине. Исак Њутн је развио исту формулу у Method of Fluxions. Иако је Њутново дело написано 1671. године, објављено је тек 1736 — скоро 50 година након Рафсоновог. Штавише, Рафсонова верзија метода је простија, па стога и супериорна и та верзија се данас може наћи у уџбеницима.
Рафсон је био велики подржавалац Њутнових тврдњи да је он оснивач калкулуса, а не Готфрид Лајбниц. Такође, Рафсон је превео Њутново дело Arithmetica Universalis на енглески језик. Међутим, њих двојица нису били блиски пријатељи, а показатељ је била Њутнова неспособност да правилно или конзистентно пише Рафсоново име.